# Appaloosa
Appaloosa je pasma konj, ki izvira iz Združenih držav Amerike. Njene značilnosti so leopardji vzorec obarvanosti kožuha, črtasta kopita in bela beločnica očesa. Pasmo, ki je danes ena najbolj priljubljenih v ZDA, so vzgojili staroselci iz plemena Nez Perce; beli naseljenci so jim pravili »Palouse horse« in to ime se je počasi preoblikovalo v »Appaloosa«.